# ISO 3166-2:PL
کد ISO 3166-2:PL بخشی از استاندارد ایزو ۳۱۶۶ برای کشور لهستان است که توسط سازمان بین‌المللی استانداردسازی ISO تنظیم شده‌است این سازمان، کدهای استاندارد را برای تقسیمات کشوری (ایالت‌ها یا استان‌های) کشورهای فهرست شده در استاندارد ایزو ۳۱۶۶-۱ تعریف می‌کند.
هر کد شامل دو بخش می‌گردد که توسط علامت - جدا می‌گردند.
- بخش نخست PL که در ایزو ۳۱۶۶-۱ آلفا-۲ کد کشور لهستان است.
- بخش دوم شامل یک یا دو یا سه حرف است که بیان کننده استان یا ایالت کشور لهستان می‌باشد.

## کدها
| #  | کدها  | وی‌ودشیپ               |
| -- | ----- | --------------------- |
| 1  | PL-DS | استان سیلزی سفلی      |
| 2  | PL-KP | استان کویاوی-پومرانیا |
| 3  | PL-LU | استان لوبلین          |
| 4  | PL-LB | استان لوبوسکی         |
| 5  | PL-LD | استان ووتسکی          |
| 6  | PL-MA | استان لهستان کوچک‌تر   |
| 7  | PL-MZ | استان ماسوویان        |
| 8  | PL-OP | استان اوپوله          |
| 9  | PL-PK | استان پودکارپاکیه     |
| 10 | PL-PD | استان پودلاسکی        |
| 11 | PL-PM | استان پومرانی         |
| 12 | PL-SL | استان سیلسیان         |
| 13 | PL-SK | استان اشوی‌داشکسیه     |
| 14 | PL-WN | استان وارمی-ماسوری    |
| 15 | PL-WP | استان لهستان بزرگ‌تر   |
| 16 | PL-ZP | استان پومرانی غربی    |